# War Brokers
War Brokers est un jeu multijoueur gratuit basé sur navigateur publié en version bêta ouverte pour navigateur par Trebuchet Entertainment LLC le 13 novembre 2017 et sur Steam le 18 avril 2018. Le jeu utilise le moteur Unity. Les tests fermés pour une version Android ont commencé en mai 2020.

## Modes de jeu
War Brokers propose quatre modes de jeu principaux, dont le premier est connu sous le nom de Classique. Classic était la première façon de jouer à War Brokers. Les jeux en mode classique ont un maximum de 16 joueurs par serveur. Le mode classique comprend des modes de jeu tels que le match à mort par équipe, le lancement de missiles, les points de capture, l'escorte de véhicule et l'élimination des bombes. Dans Classic, les munitions sont infinies, il y a 2 équipes et des apparitions d'escouade peuvent être faites. Un autre de ces modes est connu sous le nom de Battle Royale. Battle Royale est, comme son nom l'indique, un jeu de bataille royale traditionnel dans lequel le joueur est placé sur un serveur de 60 joueurs et se bat pour trouver les meilleures armes et le meilleur butin, qui se compose de pièces jointes, de fournitures médicales et d'armures. Les joueurs peuvent sélectionner un coéquipier pour leur match ou simplement aller en solo. Au fur et à mesure que le jeu progresse, un cercle qui endommage les joueurs ou leur enlève la santé des joueurs diminue de taille et force ainsi tous les joueurs au centre. Finalement, une équipe ou un joueur arrive en tête. Ce mode de jeu a deux variantes. À l'occasion, ZBR (Zombie Battle Royale) remplace le mode Battle Royale classique. Dans ZBR, les joueurs travaillent ensemble pour vaincre une horde de zombies et, éventuellement, un boss. L'autre version de BR est connue sous le nom de "Dead End City", qui est un type de FFA Royale, dans lequel vous collectez des armes et des pillages comme le mode de jeu BR, mais pouvez réapparaître. La personne avec le plus de victimes remporte ce mode.

## Accueil
War Brokers a été classé 6e meilleur jeu de tir FPS en ligne par MakeUseOf.com, affirmant que le mode Battle Royale partage des éléments similaires à PUBG, Fortnite et H1Z1. Les évaluations des utilisateurs de GameSpot ont donné au jeu une note de 8,2/10.